# سطح هلالي

A: سطح هلالي مقعر.
B: سطح هلالي محدب.

السطح الهلالي (الاسم العلمي: Meniscus)، هو المنحنى الموجود في السطح العلوي لسائل. وينتج ذلك بسبب التوتر السطحي. يمكن أن يكون السطح الهلالي مقعرًا أو محدبًا، اعتمادًا على السائل والسطح. المصطلح مأخوذ من اليونانية ومعناه الأهلّة وهو جمع الهلال.
يحدث السطح الهلالي المقعر عندما تنجذب جزيئات السائل إلى الحاوية (الالتصاق) أكثر من بعضها البعض (التماسك)، مما يتسبب في أن يتسلق السائل جدران الحاوية. هذا يحدث بين الماء والزجاج. تحتوي السوائل المائية مثل النسغ، والعسل، والحليب أيضا على هلال مقعر في الزجاج أو غيرها من الحاويات القابلة للبلل.
على العكس من ذلك، يحدث سطح هلالي محدب عندما يكون للجسيمات الموجودة في السائل جاذبية أقوى من جزيئات مادة الوعاء. حيث يحدث التعرج المحدب، على سبيل المثال، بين الزئبق والزجاج في البارومتر ومقاييس الحرارة.